# یحیی میچوت
یحیی میچوت (انگلیسی: Yahyah Michot؛ زادهٔ ژوئیهٔ ۱۹۵۲ در توئن با نام جین میچوت) مسلمان بلژیکی، نویسنده و استاد اسلام‌شناسی است.

## پیش‌زمینه
یحیی میچوت از سال ۱۹۹۵ تا ۱۹۹۸ رئیس شورای عالی مسلمانان بلژیک بود.
یحیی میچوت در مدرسه علمی هارتفورد، کنتیکت به عنوان استاد مطالعات اسلامی و روابط مسیحی و مسلمانان تدریس می‌کند. او همچنین سردبیر فعلی مجلهٔ «جهان مسلمان» است که توسط حوزه علمیه ویرایش می‌شود. او سخنران مهمان مرکز آکسفورد برای مطالعات هندو نیز می‌باشد.